# Championnat de Tchécoslovaquie de football 1957-1958
Navigation
Saison précédente Saison suivante
La saison 1957-1958 du Championnat de Tchécoslovaquie de football est la 27e édition du championnat de première division en Tchécoslovaquie. Les douze meilleurs clubs du pays se retrouvent au sein d'une poule unique, la First League. Afin de permettre le passage d'un calendrier annuel à un calendrier saisonnier, la saison s'étale sur un an et demi (du printemps 1957 au printemps 1958), les formations s'affrontent trois fois, à domicile et à l'extérieur. À l'issue du championnat, avec l'élargissement du championnat à 14 équipes, les deux derniers du classement sont relégués et remplacés par les quatre meilleurs clubs de II. Liga, la deuxième division tchécoslovaque.
C'est le club du Dukla Prague, tenant du titre, qui termine à nouveau en tête du classement du championnat cette saison, à égalité de points mais une meilleure différence de buts que le Spartak Praha Sokolovo. Le CH Bratislava complète le podium à deux points du duo de tête. C'est le 3e titre de champion de l'histoire du club.

## Les 12 clubs participants
| - Dukla Prague - Spartak Praha Sokolovo - TJ Cervena Hviezda Bratislava - SK Slovan Bratislava - Dynamo Prague - Tatran Presov | - Ruda Hvezda Brno - Promu de II. Liga - Dukla Pardubice - Promu de II. Liga - FC Spartak Trnava - FC Banik Ostrava - Spartak Hradec Králové - SONP Kladno |

## Compétition

### Classement
Le barème utilisé pour établir le classement est le suivant :
- Victoire : 2 points
- Match nul : 1 point
- Défaite : 0 point

| Rang | Équipe                 | Pts | J  | G  | N  | P  | Bp | Bc | Diff |
| ---- | ---------------------- | --- | -- | -- | -- | -- | -- | -- | ---- |
| 1    | Dukla Prague (T)       | 40  | 33 | 16 | 8  | 9  | 60 | 38 | +22  |
| 2    | Spartak Praha Sokolovo | 40  | 33 | 17 | 6  | 10 | 63 | 43 | +20  |
| 3    | CH Bratislava          | 38  | 33 | 14 | 10 | 9  | 56 | 41 | +15  |
| 4    | ŠK Slovan Bratislava   | 37  | 33 | 15 | 7  | 11 | 58 | 45 | +13  |
| 5    | Dynamo Prague          | 36  | 33 | 14 | 8  | 11 | 56 | 50 | +6   |
| 6    | Tatran Prešov          | 34  | 33 | 14 | 6  | 13 | 44 | 49 | -5   |
| 7    | Ruda Hvezda Brno (P)   | 33  | 33 | 13 | 7  | 13 | 46 | 46 | 0    |
| 8    | Dukla Pardubice (P)    | 33  | 33 | 13 | 7  | 13 | 58 | 73 | -15  |
| 9    | FC Spartak Trnava      | 31  | 33 | 10 | 11 | 12 | 45 | 49 | -4   |
| 10   | FC Baník Ostrava       | 28  | 33 | 10 | 8  | 15 | 58 | 63 | -5   |
| 11   | Spartak Hradec Králové | 25  | 33 | 9  | 7  | 17 | 52 | 76 | -24  |
| 12   | SONP Kladno            | 21  | 33 | 9  | 3  | 21 | 52 | 75 | -23  |

|  | Qualification pour la Coupe d'Europe des clubs champions 1958-1959                                |
|  | Relégation en II. Liga                                                                            |
|  | (T) Tenant du titre (C) Vainqueur de la Coupe du Tchécoslovaquie (P) : Promu de deuxième division |

## Bilan de la saison
| Championnat de Tchécoslovaquie de football 1957-1958 |                          |
| Champion                                             | Dukla Prague (3e titre)  |
| Coupes et trophées                                   |                          |
| Vainqueur de la Coupe de Tchécoslovaquie 1957-1958   | Non disputée             |
| Qualifications continentales                         |                          |
| Coupe d'Europe des clubs champions 1958-1959         | Dukla Prague             |
| Promotions et relégations                            |                          |
| Promus en I. Liga                                    | Jednota Kosice           |
| Promus en I. Liga                                    | Dynamo Zilina            |
| Promus en I. Liga                                    | Spartak Usti nad Labem   |
| Promus en I. Liga                                    | Spartak Praha Stalingrad |
| Relégués en II. Liga                                 | Spartak Hradec Králové   |
| Relégués en II. Liga                                 | SONP Kladno              |